# Uroporfirinogen-III C-metiltransferaza
Uroporfirinogen-III -metiltransferaza (EC 2.1.1.107, uroporfirinogenska metiltransferaza, uroporfirinogen-III metiltransferaza, adenozilmetionin-uroporfirinogen III metiltransferaza, -adenozil-L-metionin-zavisna uroporfirinogenska III metilaza, uroporfirinogen-III metilaza, SirA, CysG, CobA, SUMT, uroporfirin-III -metiltransferaza, -adenozil--metionin:uroporfirin-III -metiltransferaza) je enzim sa sistematskim imenom S-adenozil--metionin:uroporfirinogen-III -metiltransferaza. Ovaj enzim katalizuje sledeću hemijsku reakciju
2 -adenozil--metionin + uroporfirinogen III {\displaystyle \rightleftharpoons } 2 S-adenozil--homocistein + prekorin-2 (sveukupna reakcija)
(1a) -adenozil--metionin + uroporfirinogen III {\displaystyle \rightleftharpoons } -adenozil--homocistein + prekorin-1
(1b) -adenozil--metionin + prekorin-1 {\displaystyle \rightleftharpoons } -adenozil--homocistein + prekorin-2
Ovaj enzim katalizuje dve sekvencijalne reakcije metilacije. Prvom se formira prekorin-1, a druga dovodi do formiranja prekorina-2. To je prvi od tri koraka koji dovode do formiranja sirohema iz uroporfirinogena III.

## Literatura
- Nicholas C. Price; Lewis Stevens (1999). Fundamentals of Enzymology: The Cell and Molecular Biology of Catalytic Proteins (Third изд.). USA: Oxford University Press. ISBN 019850229X.
- Eric J. Toone (2006). Advances in Enzymology and Related Areas of Molecular Biology, Protein Evolution (Volume 75 изд.). Wiley-Interscience. ISBN 0471205036.
- Branden C; Tooze J. Introduction to Protein Structure. New York, NY: Garland Publishing. ISBN 0-8153-2305-0.
- Irwin H. Segel. Enzyme Kinetics: Behavior and Analysis of Rapid Equilibrium and Steady-State Enzyme Systems (Book 44 изд.). Wiley Classics Library. ISBN 0471303097.
- William P. Jencks (1987). Catalysis in Chemistry and Enzymology. Dover Publications. ISBN 0486654605.

## Spoljašnje veze
- Uroporphyrinogen-III+C-methyltransferase на 